# Cuttiwanc
Cuttiwanc war ein Ort im Gebiet der heutigen oberschwäbischen Gemeinde Stetten. Die Siedlung lag südwestlich von Erisried. Erstmals urkundlich erwähnt wurde Cuttiwanc bereits 838, jedoch ist es bereits im Hochmittelalter abgegangen. Der Name hat sich in dem Flurnamen Kutwang erhalten.